# Wang Linuo
Wang Linuo (chinesisch 王莉諾 / 王莉诺, Pinyin Wáng Lìnuò; * 28. August 1979 in Harbin) ist eine ehemalige chinesische Eishockeyspielerin, die im Verlauf ihrer aktiven Karriere zwischen 1998 und 2010 unter anderem an acht Weltmeisterschaften und zwei Olympischen Winterspielen teilnahm. Dabei absolvierte sie mindestens 52 Partien bei größeren Turnieren oder Wettbewerben, in denen sie 24 Scorerpunkte sammelte.

## Karriere
Wang Linuo, die mit sieben Jahren zum Eishockey kam und für das Team aus ihrer Geburtsstadt Harbin spielte, nahm mit der Weltmeisterschaft 1999 erstmals im Alter von 19 Jahren mit der chinesischen Nationalmannschaft an einem großen Turnier teil. Es folgten weitere Einsätze in den Jahren 2000 und 2001, gefolgt von der Teilnahme an den Olympischen Winterspielen 2002 in Salt Lake City. In den Jahren zwischen 2004 und 2009 vertrat Wang Linuo ihr Heimatland ebenfalls bei den Weltmeisterschaften der Top-Division. Ebenso nahm sie mit der chinesischen Auswahlmannschaft in den Spielzeiten 2005/06 und 2006/07 außer Konkurrenz an der Meisterschaft der finnischen Naisten SM-sarja teil. In der Saison 2007/08 lief sie – wie ihre Teamkollegin Shi Yao – für die Calgary Oval X-Treme in der nordamerikanischen Western Women’s Hockey League auf, um vor der Weltmeisterschaft im eigenen Land weitere Erfahrungen zu sammeln.
Ab 2008 trat Wang Linuo nur noch mit dem chinesischen Nationalteam und ihrem heimischen Team aus Harbin in Erscheinung. Nach dem Abstieg aus der Top-Division der WM im Jahr 2009 absolvierte sie bis zu ihrem Rücktritt im Jahr 2010 lediglich die Olympischen Winterspiele 2010 in Vancouver.